# Alison Gregorka
Alison Gregorka (* 29. Juni 1985 in Ann Arbor, Michigan) ist eine ehemalige Wasserballspielerin aus den Vereinigten Staaten. Sie gewann bei Olympischen Spielen eine Silbermedaille. Bei Weltmeisterschaften erkämpfte sie zwei Goldmedaillen und bei Panamerikanischen Spielen erhielt sie eine Goldmedaille.

## Sportliche Karriere
Alison Gregorka besuchte die High School in Michigan und spielte für den Great Lakes Water Polo Club. Sie studierte an der Stanford University und trat für deren Team Stanford Cardinal an. 2002 und 2004 gewann sie mit der Juniorenauswahl der Vereinigten Staaten den Titel bei den Junior Pan American Games. 2003 wurde sie Zweite der Juniorenweltmeisterschaften und 2005 erkämpfte sie den Titel.
2006 debütierte Gregorka auch in der Nationalmannschaft. Bei der Weltmeisterschaft 2007 in Melbourne trafen im Finale das US-Team und die Australierinnen aufeinander, die Amerikanerinnen siegten mit 6:5. Gregorka warf im Turnierverlauf zwei Tore und steuerte sechs Assists bei. Im Juli 2007 fanden in Rio de Janeiro die Panamerikanischen Spiele statt. Das US-Team gewann das Finale gegen die Kanadierinnen mit 6:4. Gregorka warf insgesamt zwölf Tore. 2008 fand das dritte olympische Wasserballturnier in Peking statt. Mit einem 9:8-Sieg über Australien im Halbfinale erreichte das US-Team das Endspiel gegen die Niederländerinnen, die Amerikanerinnen unterlagen mit 8:9. Gregorka warf fünf Turniertore, davon je eins im Halbfinale und im Finale. 2009 bei der Weltmeisterschaft in Rom bezwang das Team aus den Vereinigten Staaten im Halbfinale die Griechinnen mit 8:7. Im Finale siegte das Team mit 7:6 gegen Kanada. Gregorka erzielte sieben Treffer und ging nur im Endspiel leer aus.